# Ian Piccard
Ian Piccard (ur. 11 marca 1968 w Albertville) – francuski narciarz alpejski, dwukrotny olimpijczyk.

## Kariera
Jego pierwsze zanotowane wyniki na arenie międzynarodowej to Mistrzostwa Świata Juniorów 1986 w Bad Kleinkirchheim. Wystartował tam w zjeździe zajmując 32. pozycję. Debiut, i od razu pierwsze punkty w zawodach Pucharu Świata zaliczył 29 listopada 1991 roku w amerykańskim Breckenridge. Zajął wtedy 24. miejsce w gigancie. Najlepiej sobie radził w sezonie 1994/1995, kiedy to z dorobkiem 165 punktów zajął 45. miejsce w klasyfikacji generalnej.
Dwukrotnie startował na zimowych igrzyskach olimpijskich. Najpierw, w 1994 roku, na igrzyskach w Lillehammer, w gigancie uplasował się na 17. miejscu. Cztery lata później na igrzyskach w Nagano ponownie wystartował tylko w gigancie, plasując się tym razem na 11. pozycji. Czterokrotny uczestnik mistrzostw świata. Najlepszy rezultat osiągnął na Mistrzostwach Świata 1996 w Sierra Nevadzie, gdzie w gigancie zajął 9. miejsce.

## Osiągnięcia

### Igrzyska olimpijskie
| Miejsce | Dzień     | Rok  | Miejscowość | Konkurencja | Czas biegu  | Strata  | Zwycięzca       |
| ------- | --------- | ---- | ----------- | ----------- | ----------- | ------- | --------------- |
| 17.     | 23 lutego | 1994 | Lillehammer | Gigant      | 2:54,85 min | +2,39 s | Markus Wasmeier |
| 11.     | 19 lutego | 1998 | Nagano      | Gigant      | 2:41,10 min | +2,59 s | Hermann Maier   |

### Mistrzostwa świata
| Miejsce | Dzień     | Rok  | Miejscowość       | Konkurencja | Czas biegu  | Strata  | Zwycięzca            |
| ------- | --------- | ---- | ----------------- | ----------- | ----------- | ------- | -------------------- |
| 12.     | 10 lutego | 1993 | Morioka           | Gigant      | 2:18,92 min | +3,56 s | Kjetil André Aamodt  |
| 38.     | 13 lutego | 1996 | Sierra Nevada     | Supergigant | 1:24,74 min | +2,94 s | Atle Skårdal         |
| 9.      | 23 lutego | 1996 | Sierra Nevada     | Gigant      | 2:02,12 min | +3,49 s | Alberto Tomba        |
| DNF1    | 12 lutego | 1997 | Sestriere         | Gigant      | -           | -       | Michael von Grünigen |
| DNS2    | 12 lutego | 1999 | Vail/Beaver Creek | Gigant      | -           | -       | Lasse Kjus           |

### Mistrzostwa świata juniorów
| Miejsce | Dzień     | Rok  | Miejscowość        | Konkurencja | Czas biegu  | Strata  | Zwycięzca     |
| ------- | --------- | ---- | ------------------ | ----------- | ----------- | ------- | ------------- |
| 32.     | 20 lutego | 1986 | Bad Kleinkirchheim | Zjazd       | 1:45,72 min | +4,69 s | William Besse |

### Puchar Świata

#### Miejsca w klasyfikacji generalnej
- 1991/1992: 144.
- 1992/1993: 76.
- 1993/1994: 65.
- 1994/1995: 45..
- 1995/1996: 50.
- 1996/1997: 48.
- 1997/1998: 54.
- 1998/1999: 99.